# Blood and Sand (1941)
Blood and Sand (bra: Sangue e Areia; prt: Sangue e Arena) é um filme estadunidense de 1941, do gênero drama, dirigido por Rouben Mamoulian e com roteiro baseado na obra homónima de Vicente Blasco Ibáñez. O filme foi refilmado, desta vez em cores e som, a partir do clássico do cinema mudo de 1922 com Rudolph Valentino. As cenas de touradas são poucas e discretamente encenadas, sem excessos de violência.
O diretor Mamoulian baseou sua fotografia, cores e cenografia em quadros de Velásquez e El Greco (pintores espanhóis). Este foi o primeiro filme em technicolor de Rita Hayworth.

## Sinopse
Juan é filho de um toureiro famoso que tenta recuperar a honra de sua família e, seguindo os passos do pai, torna-se o maior toureiro da Espanha. Enquanto isso, seu coração está dividido entre duas mulheres: Carmen e Sol.

## Elenco principal
(com as imagens do trailer)
|  | Tyrone Power como Juan Gallardo       |  | Linda Darnell como Carmen Espinosa   |
|  | Rita Hayworth como Dona Sol des Muire |  | Alla Nazimova como Senhora Augustias |
|  | Anthony Quinn como Manolo de Palma    |  | J. Carroll Naish como Garabato       |
|  | Lynn Bari como Encarnacion            |  | John Carradine como El Nacional      |
|  | Laird Cregar como Natalio Curro       |  |                                      |

Outros atores
| Ator              | Personagem            |
| ----------------- | --------------------- |
| Monty Banks       | Antonio Lopez         |
| Vicente Gomez     | violonista            |
| George Reeves     | cap. Vicente Martinez |
| Fortunio Bonanova | Pedro Espinosa        |
| Victor Kilian     | sacerdote             |
| Michael Morris    | La Pulga              |
| Charles Stevens   | Pablo Gomez           |
| Cora Sue Collins  | Encarnación (criança) |
| Rex Downing       | Juan (criança)        |

## Prêmios e indicações
Oscar 1942 1942 (EUA)
- Venceu
  - Melhor fotografia[6]
- Indicado
  - Melhor direção de arte[6]